# Marcello Mugnaini
Marcello Mugnaini (Montemignaio, 12 de novembre de 1940) és un ciclista italià, ja retirat, que fou professional entre 1964 i 1969. Els seux èxits esportius més importants foren una etapa al Tour de França de 1966 i dues al Giro d'Itàlia, el 1964 i 1967. El seu germà petit Gabriele també fou ciclista professional.

## Palmarès
- 1963
  - Vencedor d'una etapa al Tour de l'Avenir
- 1964
  - Vencedor d'una etapa al Giro d'Itàlia
- 1965
  - Vencedor d'una etapa a la Volta a Suïssa
- 1966
  - Vencedor d'una etapa al Tour de França
- 1967
  - Vencedor d'una etapa al Giro d'Itàlia

### Resultats al Giro d'Itàlia
- 1964. 7è de la classificació general. Vencedor d'una etapa
- 1965. 4t de la classificació general
- 1966. 14è de la classificació general
- 1967. 14è de la classificació general. Vencedor d'una etapa

### Resultats al Tour de França
- 1966. 5è de la classificació general. Vencedor d'una etapa
- 1967. Abandona (13a etapa) per caiguda